# Мартинюк Сергій Якович
Сергій Якович Мартинюк (літературний псевдонім Світогор Лелеко, військовий псевдонім «Письменник», нар. 10 серпня 1962 року, с. Крижовлин, Балтський район, Одеська область) — український прозаїк, публіцист, поет, журналіст, краєзнавець, громадський і політичний діяч, меценат, військовослужбовець Ірпінської ТрО. Член Національної спілки письменників України, Національної спілки журналістів України та Національної спілки краєзнавців України.

## Життєпис
Народився 10 серпня 1962 року у селі Крижовлин, Балтський район, Одеська область. У дитинстві писав оповідання, мріяв стати письменником і вступити на факультет журналістики Одеського університету.

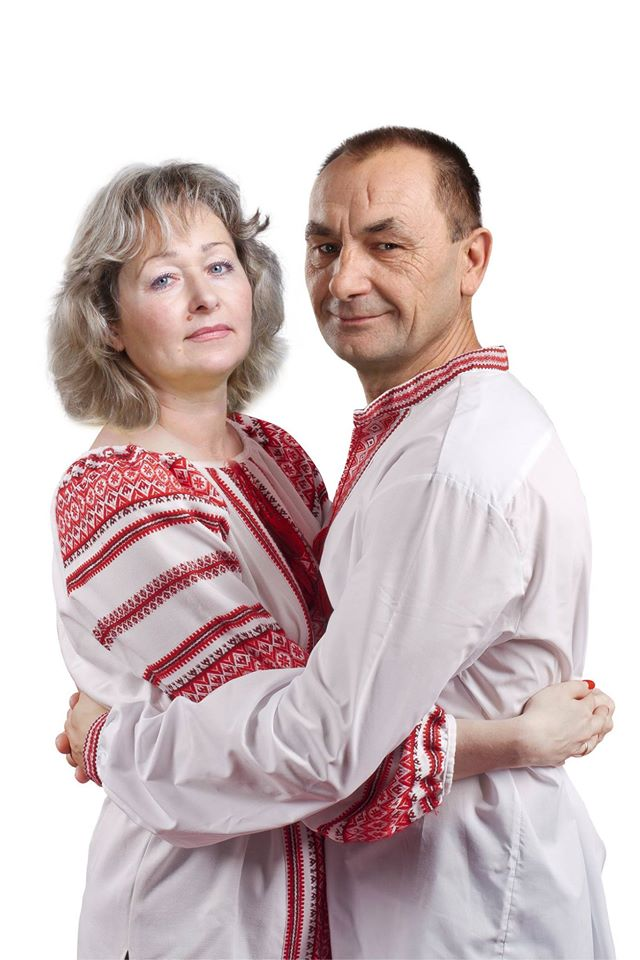
Сергій і Марія Мартинюки

 У 1983 році закінчив Одеське вище військове командне артилерійське училище. Служив в Німеччині та Зеленому Клині. В 1988 році достроково отримав військове звання «капітан». У 1991 році, у зв'язку із скороченням, звільнений у запас.
З 2010 по 2014 рік був депутатом Балтської районної ради 6 скликання. В 2012 і 2014 роки балотувався у народні депутати України по мажоритарному виборчому округу № 137. Довірена особа кандидата на пост Президента України Василя Куйбіди у ТВО № 139 на позачергових виборах Президента України у 2014 році.
Брав участь у Помаранчевій революції та Революції гідності, деякі епізоди з цих подій висвітлив у своїх творах.
У 2015 році балотувався до Київської міської ради.
Працював радником голови Федерації профспілок України. Станом на грудень 2019 працює генеральним директором підприємства Дирекція управління майном НСПУ.
До повномасштабного російського вторгнення працював викладачем циклової комісії з журналістики Київського фахового коледжу Приватного Вищого Навчального Закладу (ПВНЗ) «Університет сучасних знань». Займався волонтерством у сферах підтримки майданівців та допомоги армії, створив Благодійний медичний фонд «Лелеко», який опікується реабілітацію військових.
Працював вчителем методичної підкомісії з військових дисциплін у Київському військовому ліцеї імені Івана Богуна (2022 - 2024 рр) та  заступником головного редактора з розвитку газети «Літературна Україна» (2022 - 2024 рр).
Одружений, дружина Мартинюк (Орещук) Марія Михайлівна. Мають двох доньок.

### Участь у російсько-українській війні
Початок російського вторгнення 24 лютого Сергій зустрів у Ірпені. Того ж дня, добровольцем із власною мисливською зброєю приєднався до Сил територіальної оборони у своєму місті, отримав позивний «Письменник».

Під час боїв за Київщину Сергій весь час залишався місті, брав участь у обороні пішохідної переправи через річку Ірпінь. Воювати доводилося без шоломів та бронежилетів, у цивільному одязі:
«У мене була власна мотивація — я захищав свою землю, свою родину, свій дім. Я не мав права не боронити свій дім і свою родину. Вважаю, що це обов'язок кожного справжнього чоловіка. Ми чудово розуміли, якщо впаде Ірпінь, то впаде і Київ. Тому стояли на смерть. Ми чудово розуміли, що за Україну треба вбивати, а не гинути. Смерті не боялися. У 2018 за мого авторства вийшла книга під назвою: „Народжені перемагати, або краще померти стоячи, ніж жити на колінах“».
Азербайджанський журналіст Ейнулла Фатуллаев назвав Сергія Мартинюка, який покинув перо та взявся за свою стару рушницю, уособленням місцевого ополчення в Ірпіні.
На своїй сторінці у Facebook і на сайті заснованого ним Благодійного фонду «Лелеко» Сергій веде репортажі з Ірпеня під назвою «Письменницький літопис».

Після початку широкомасштабного вторгнення у боях за рідне місто двічі був контужений. Наголошує, що сьогодні він не письменник, а солдат.
«Я пишаюсь першими добровольцями. Вони сучасні герої. Вважаю, що саме битва за Ірпінь стала вирішальною. Саме тут в Ірпені і Приірпінні пишеться новітня історія світу. Вона вже написалась, тільки світ цього ще не відчув».
24 травня 2022 року рішенням Ірпінської міської ради Сергій Мартинюк був нагороджений медаллю «За заслуги перед містом Ірпінь», 12 липня 2022 року — медаллю «За оборону рідної держави».
За наказом Міністра оборони України від 30 листопада 2022 року № 1151 Сергій Мартинюк нагороджений медаллю «За сприяння Збройним Силам України».
Матеріяли, створені Сергієм Мартинюком під час боїв за Ірпінь, увійшли до документального фільму «Форпост Ірпінь»

## Творчість
Пише прозу, публіцистику, вірші, п'єси.
Є засновником альманаху «Балтське коло», і мистецького проекту «Моя перша поетична збірка». У 2015 році — заснував Балтський літературний осередок Ліги Українських письменників ім. П. Чубинського.
Автор і видавець книг:
- Сергій Мартинюк. Здобули волю — здобудемо долю. — Балта : ТОВ МВП «Ананьївська друкарня», 2007. — ISBN 966-96093-9-0.
- «З Україною в серці», Сергій Мартинюк, книга, Видавництво ТОВ МВП «Ананьївська друкарня», Балта, 2008, ISBN 966-8437-01-4
- «Пишаюся, що я Українець» рос. «Горжусь, что я Украинец» (2 видання, 2010, 2012) Сергій Мартинюк, книга, Луцьк, Видавництво ВАТ «Волинська обласна друкарня», 2010, ISBN 978-966-361-473-1[32]
- «Я Українець і маю розум переможця» (2 видання, 2011, 2013)
- «Народжені перемагати. Проза, поезії, п'єси» / Сергій Мартинюк. Київ: Видавництво «Український пріоритет», 2018. 144 с. ISBN 978-617-7398-95-9[33][34][35]
- «Маю честь бути Українцем», книга, Сергій Мартинюк (Світогор Лелеко) Київ: ТОВ «Видавничий дім АртЕк», 2020, ISBN 978-617-7814-42-8[36][37]
- «Того, хто йде, важко спинити», книга, Сергій Мартинюк (Світогор Лелеко) Київ: ВЦ «Просвіта», 2020, ISBN 978-617-7201-85-3[38]
- «Пишаюсь, що я — Українець, або Лелеки рідним гніздам не зраджують» Сергій Мартинюк Київ: ТОВ «Видавничий дім АртЕк», 2021. 404 с. ISBN 978-617-8043-23-0[39][40][41]
- «13 віршів або битва за Ірпінь змінила світ», Київ. Видавництво «Міленіум». Сергій Мартинюк  (2 видання, 2022, 2024). 64 стор. (104 стор.) ISBN 978-617-7201-83-9[42][43][44][45][46][47]
- «Українці - люди Сонця Неба» Сергій Мартинюк (Світогор Лелеко), Василь Якименко, Київ, Видавництво НДІУ, 2023, 160 стор. ISBN 978-617-8073-00-8 [48][49][50]
- «Позивний «письменник», або Як Ірпінці русню відірпінили» Сергій Мартинюк (Світогор Лелеко), Одеса, «Астропринт», 2025, 304 стор. ISBN 978-617-8515-54-6 [51][52][53][54]

Публікується в газетах: «Народна трибуна», «Ваш інтерес», «Чорноморські новини», «Одеські вісті», «Літературна Україна», «Українська літературна газета», «Слово Просвіти», «Свобода», «Українське слово», «Вісті Снігурівщини», «Заграва», «Вечірній Коростень», «Зоря Приірпіння», часописах «Олександрійський маяк», «Євшан», «Дзвін», «Стожари», «Жінка», «Камертон», «Київ», «Трибуна», «Просто на Покрову», «Перевесло», «Україна молода», «Рідна віра», «Регіон бандерівський» та інших. У складі науково-дослідної групи публікується у науковому журналі «Грааль Науки».
У майбутньому Сергій планує видати спільну збірку віршів зі своїми друзями із Сил територіальної оборони ЗСУ та створити фільм у комедійному жанрі про оборону Ірпеня.
У 2022 році Всеукраїнське товариство «Знання» України номінувало книгу Сергія Мартинюка «Пишаюсь, що я — Українець, або Лелеки рідним гніздам не зраджують» на здобуття Шевченківської премії 2023 року.
У січні 2023 року окупаційною адміністрацією ЛНР книга «Народжені перемагати. Проза, поезії, п'єси» була включена до списку екстремістської літератури та підлягає вилученню з бібліотечних фондів ЛНР.
У липні 2023 року у товаристві «Знання України» відбулася зустріч Сергія Мартинюка з читачами під назвою «Патріотизм — життя з Україною в серці».

## Громадська діяльність
Член НСПУ з жовтня 2018 року. Член Ревізійної комісії Київської міської організації НСПУ.
Член Національної Спілки Краєзнавців України та Національної Спілки Журналістів України.
З грудня 2008 року член Обласної асоціації Волинських письменників.
З червня 2014 року один із засновників і член Ліги Українських письменників імені П. Чубинського.
Має козацьке військове звання «Генерал-осавул УК», є отаманом Балтського окремого округу Чорноморського козацького округу (ЧКВ), заступником отамана ЧКВ.
Учасник Помаранчевої революції 2004 року та Революції гідності 2013—2014 років. Організатор першого Євромайдану в рідному місті Балта.
Є засновником і директором благодійної організації Благодійний медичний фонд «Лелеко». Фонд був заснований у квітні 2014 року. Завдання — допомога в оздоровленні і реабілітації майданівцям, добровольцям, воякам. За 2014—2016 роки фонд «Лелеко» посприяв, допоміг, направив на реабілітацію 550 осіб.
Голова Ревізійної комісії Національної Федерації Самбо України.
Голова Бучанської районної організації ВГО «Спілка офіцерів України». Обраний 17 липня 2021 року заступником голови Київської обласної організації Спілки офіцерів України. Обраний на 26 з'їзді ВГО СОУ (24 липня 2021 року) членом Центрального проводу ВГО Спілки офіцерів України.

## Відзнаки
- орден «Лицар України», орден Лицарської звитяги (Федерація профспілок України)[80];
- медаль 100-річчя Провідника ОУН С. Бандери (2009)[13];
- медаль УПЦ КП «За жертовність і любов до України» (25 лютого 2016)[13];
- відзнака «30 років Спілці офіцерів України»[джерело?];
- медаль «За заслуги перед містом Ірпінь» (24 травня 2022);
- медаль «За оборону рідної держави» (12 липня 2022);
- медаль «За сприяння Збройним Силам України»;
- Орден святого Миколая Чудотворця (26 вересня 2024)[81];
- медаль «Хрест Пошани» (Міністр оборони України) (20 вересня 2024)[82]

У 2013 році був номінований Одеською регіональною Академією Наук (ОРАН) і ОСІДУ РУНВіри на здобуття Шевченківської премії, за книгу «Горжусь, что я Украинец» — (рік видання 2012, Львів).
Лауреат в номінації «Проза» обласного конкурсу «Мій Шевченко», присвяченого 200-річчю з Дня народження Великого Кобзаря м. Одеса (2014)[джерело?]
Лауреат XX загальнонаціонального конкурсу «Українська мова — мова єднання» (за альманах «Балтське коло»; 2019).
Лауреат Всеукраїнської літературної премії ім. В. Юхимовича (2019) за книгу «Народжені перемагати, або краще померти стоячи, ніж жити на колінах».
Дипломант літературної премії імені Юрія Яновського за книгу «Маю честь бути Українцем» у номінації «Мала проза» (2020)[джерело?].
Лауреат Літературної премії «Благовіст» Національної Спілки Письменників України (2020), за книгу «Маю честь бути Українцем».
Лауреат Літературно-мистецької відзнаки імені Валерія Нечипоренко (2020) за книгу «Маю честь бути Українцем».
Лауреат Літературної премії імені Володимира Сосюри за 2021 рік.
Лауреат літературно-наукового конкурсу імені Воляників-Швабінських за праці, видані у 2020 році (друга премія, за книгу «Маю честь бути українцем»).
Лауреат Всеукраїнської премії «Літературної України» «Літературний Парнас» 2022 року.
Народний Герой України (24 серпня 2017 року. №329).
Лауреат Міжнародної літературної премії імені Григорія Сковороди «Сад божественних пісень» за 2023 рік.
Лауреат XXV загальнонаціонального конкурсу «Українська мова — мова єднання» (за книгу «13 віршів або битва за Ірпінь змінила світ» та «Українці - люди Сонця Неба»; 2024 
Лауреат Міжнародної премії імені Павла Штепи 2025 року. 